# Аль-Сукутрийя, Фатима
Фатима Аль-Сукутрийя (араб.:فاطمة بنت أحمد محمد الجهضمي), известная как Фатима аль-Сукутрийя (араб.:فاطمة السقطرية , Фатима Сокотрийка) и получившая прозвище аз-Захра по образцу дочери Пророка Фатимы, для которой аз-Захра («сияющая») была популярным эпитетом. Была йеменской писательницей и поэтессой, жившей на острове Сокотра в третьем веке хиджры (816–913 гг. н.э.). Считается, что она была первой известной сокотрийской поэтессой.

## Биография
Об ас-Сукутрийе известно мало информации. Считается, что она родилась на острове Сокотра в третьем веке по хиджре. Она была поэтессой и родственницей султана аль-Касима ибн Мухаммада аль-Джахдами, правителя йеменского острова Сокотра. Он был убит эфиопами, напавшими на остров. По общему мнению, ас-Сукутрийя написала касыду имаму аль-Салту ибн Малику, который принял имамат Омана в 273 г. по хиджре (886 г. н. э.), прося у него помощи. Стихотворение было отправлено по морю и найдено рыбаком, который передал его имаму. Имам отправил флот из ста лодок на Сокотру, разгромив эфиопские силы на Сокотре.
Ас-Сукутрийя умерла через некоторое время спустя после 273 г. хиджры (886 г. н.э.).

## Работа
Ас-Сукутрийя известна длинной поэмой, приписываемой ей, адресованной ас-Салту ибн Малику. Начало поэмы звучит так:
| قل للإمام الذي ترجى فضائلُـــه * ابن الكرام وابن السَّادة النجــــبِ وابن الجحاجحة الشمِّ الذين هــمُ * كانوا سناها وكانوا سادة العـــربِ أمست (سقطرى) من الإسلام مقفــرةً * بعد الشرائع والفرقان والكتـبِ واستبدلت بالهدى كفرًا ومعصيتاً * وبالأذان نواقيسًا من الخشـبِ | Скажите имаму, на чьи добродетели следует надеяться, сыну благородных и выдающихся сайидов, сыну джентльменов, которые были ее светом и лучшими из арабов: Сокотра стала пустой от ислама после того, как [она была полна] исламского закона, Корана и книг [веры]. Она заменила правильное руководство неверием и грехом, а призыв к молитве — деревянными колокольчиками. |